# Нехвороща (Володимирський район)
Нехворо́ща — село в Україні, у Зимнівській сільській громаді Володимирського району Волинської області.
Колишня назва — Бискупичі Руські 1450 р.[джерело?] Нехвороща з 1948 р. Населення 239 осіб (дані 1994 р.).

## Історія
У 1906 році село Микулицької волості Володимир-Волинського повіту Волинської губернії. Відстань від повітового міста 19 верст, від волості 4. Дворів 80, мешканців 721.

### Друга світова війна
20 травня 1943 р. в селі вбито 11 українських селян польською поліцією під проводом німців, але в грабежі, вбивствах, спаленні будинків німці участі не брали. То були перші жертви братовбивчої різні поміж поляками та українцями на Володимирщині. Перш ніж палити будівлі, поляки все дочиста пограбували.
Загинули:
1. Карп'юк Зіновія, 51 р., застрелена на подвір'ї біля своєї хати.
2. Карп'юк Катерина, 52 р., застрелена у своїй хаті. Після пограбування хата підпалена, і тіло Катерини згоріло.
3. Максим'юк Панас, застрелений.
4. Максим'юк (Прокоп'юк, родом з Сільця) Марія Онисимівна, 1923 р.н., дружина Панаса.
5. Максим'юк Галина Панасівна, 2 р.
6. Максим'юк Ликерія (мама Панаса). Всі троє забрані поляками до Володимира-Волинського і розстріляні біля П'ятидень, на місці розстрілу євреїв.
7. Михальчук (жінка), вбита і згоріла у своїй хаті.
8. Тарасюк Ірина Трифонівна, 1910 р.н., вбита і спалена у своїй хаті.
9. Тарасюк Андрійко Степанович, 3 р., вбитий і згорів у хаті разом з мамою Іриною і бабусею Петрунею.
10. Тарасюк Петруня (мама чоловіка Ірини), 95 р., вбита в своїй хаті і згоріла разом з невісткою і внуком.
11. Тарасюк Улян, вбитий і згорів у своїй хаті.

Всі вбиті та останки погорілих (окрім трьох Максим'юків) поховані на кладовищі с. Нехворощі.
12 червня 2020 року, відповідно до розпорядження Кабінету Міністрів України № 708-р «Про визначення адміністративних центрів та затвердження територій територіальних громад Волинської області», увійшло до складу Зимнівської сільської територіальної громади.
19 липня 2020 року, в результаті адміністративно-територіальної реформи та ліквідації  Володимир-Волинського району(1940—2020), село увійшло до новоутвореного Володимир-Волинського району (від 18 липня 2022 Володимирського).

## Населення
Згідно з переписом УРСР 1989 року чисельність наявного населення села становила 278 осіб, з яких 120 чоловіків та 158 жінок.
За переписом населення України 2001 року в селі мешкало 238 осіб.

### Мова
Розподіл населення за рідною мовою за даними перепису 2001 року:
| Мова       | Відсоток |
| ---------- | -------- |
| українська | 98,33 %  |
| російська  | 1,26 %   |
| білоруська | 0,42 %   |

## Відомі люди

### Народилися
- Антонюк Порфир Фролович (псевда: «Сосенко», «Кліщ») — сотник, організатор і керівник баз УПА «Січ», командир Загону ім. Богуна із ВО «Турів» (11.1943-01.1944).
- Литвинчук Іван Самійлович (псевда: «Максим», «Дубовий», «Давид», «Корній», "7604, «9245», «0405», «8228».) — (* 21 серпня 1920 — † 19 січня 1951, Золотіївські хутори, Демидівського району, Рівненської області) — майор УПА, командир ВО «Заграва» (1943—1944), крайовий провідник Північно-західного краю (з 11.1944), командир УПА-Північ (1949—1951), заступник провідника ОУН на ПЗУЗ (з 1949).

## Природа
Між селами Марія-Воля, Хмелів і Нехвороща розташований лісовий заказник місцевого значення «Нехворощі», а також зоологічна пам'ятка природи «Урочище Бискупичі».